# Caivano

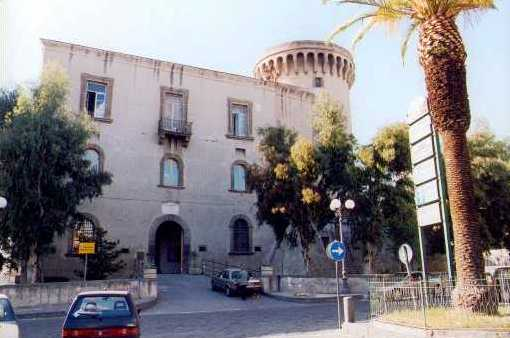
Kasteel van Caivano

Caivano is een Italiaanse gemeente, onderdeel van de metropolitane stad Napels, wat voor 2015 nog de provincie Napels was (regio Campanië) en telt 36.980 inwoners (31-12-2004). De oppervlakte bedraagt 27,1 km², de bevolkingsdichtheid is 1336 inwoners per km².
De volgende frazioni maken deel uit van de gemeente: Casolla, Pascarola.

## Demografie
Caivano telt ongeveer 11244 huishoudens. Het aantal inwoners steeg in de periode 1991-2001 met 3,1% volgens cijfers uit de tienjaarlijkse volkstellingen van ISTAT.
| Jaar | Inwoneraantal |
| ---- | ------------- |
| 1991 | 35.855        |
| 2001 | 36.966        |

## Geografie
Caivano grenst aan de volgende gemeenten: Acerra, Afragola, Cardito, Crispano, Marcianise (CE), Orta di Atella (CE).